# Catherine Barry
Catherine Barry, née à Paris le 10 août 1956 est une journaliste et animatrice de télévision, radio et presse écrite. Elle est connue pour avoir présenté de 1997 à 2007, l'émission religieuse Voix bouddhistes sur France 2, première émission bouddhiste sur le service public. Aurélie Godefroy et Sandrine Colombo lui succèdent alors comme présentatrice. 

## Biographie

### Formation
Après un baccalauréat littéraire, spécialité philosophie, elle se dirige vers des études de médecine qu'elle effectue jusqu'en fin de 5e année à Bichat-Beaujon-Claude Bernard, tout en se formant aux médecines non conventionnelles (médecine chinoise, etc.). Elle est diplômée en sophrologie et en médecine chinoise et elle a un master d'entraîneur-animateur de la faculté de psychologie Paris VIII. Elle suit également en parallèle des études de langue et civilisation chinoise à l'université Paris-Dauphine.

### Vie professionnelle
Catherine Barry est coach en entreprise, sophrologue, spécialisée dans la connaissance de soi et de ses émotions à partir de méthodes issues de l’Asie, de la psychologie bouddhiste et de la médecine traditionnelle chinoise. Elle est aussi journaliste-productrice, intervient sur le bouddhisme dans les médias et à France Télévisions, et auteur de livres sur le bouddhisme, la spiritualité, la médecine chinoise et le développement personnel,.
De janvier 1997 à juin 2007, Catherine Barry présente Voix Bouddhistes. Elle s'entretient avec Dagpo Rinpoché en 1998, Francisco Varela en 1999 ainsi que le dalaï-lama notamment en 2003.

## Télévision
- De janvier 1997 à fin juin 2007 : présentatrice (notamment de Voix bouddhistes[10],[11], rédactrice en chef et productrice artistique.

## Presse écrite
- 2007-: Articles pour Le Monde des religions[12] et Psychologies Magazine.

## Publications
- Le grand livre de la méditation: 52 semaines de méditation pour être heureux et ouvert au monde, éditions Mango, 2024
- Transformation, avec Fabrice Midal, Jouvence, 2022
- Mange, médite, Profite, avec le Dr Michel Chast, Flammarion, 2016[13],[14]
- La larme de la déesse, Airbook
- Mon année méditation, éditions Mango, 2015
- Méditer avec les grands maîtres : Presses du châtelet
- L’almanach du Dalaï Lama : éditions 365
- Éditions 365 Inspirations : Méditation :
- Éditions 365 Heureux ! Éditions Solar
- Petit-livre de sagesse du Dalaï Lama, First édition, 2013
- 108 leçons et exercices de sérénité, Éditions du Chêne, 2013[15]
- Petit traité sur la mort pour croquer la vie avec bonheur, Presses de la Renaissance, 2011
- Le Kama Sutra du tendre en 69 extases, éditions N°1, 2011
- Conseils du Dalaï Lama et de ses maîtres pour être heureux, Presses de la Renaissance, 2010
- Paroles du Dalaï Lama aux femmes, éditions du Rocher, 2009
  - réédition : Pocket, 2010
- 77 façons d’avoir la pêche sans se casser les dents sur le noyau, préface de Matthieu Ricard, Presses de la renaissance, 
  - réédition, Pocket, 2009
- 108 perles de sagesse pour parvenir à la sérénité, texte recueilli auprès du Dalaï Lama, Presses de la Renaissance,  (ISBN 275090255X), 2007
  - réédition, Pocket, 2008  (ISBN 2266170856)[16]
- Sages Paroles du Dalaï Lama, éditions N°1, 2000, 
  - réédition J'ai lu, 2001  (ISBN 229032003X)
- 1995 / 2000 : a collaboré aux ouvrages suivants : 
  - Le livre de l’essentiel, Tomes 1 et 2, édition Albin Michel / Nouvelles Clés, octobre 1995 - octobre 1998
  - Tour Eiffel : un voyage Infini de Jean-Paul Lubliner, Édition du Collectionneur, 2000
- 1988 / 1990 : publication de deux livres sur la médecine chinoise : 
  - Tout savoir sur la médecine chinoise, avec Denis Colin, MA éditions - Solar, 1989
  - Savoir gérer ses énergies avec la médecine chinoise, Ellébore.